# Samsung Galaxy Y Pro DUOS
Samsung Galaxy Y Pro DUOS -  смартфон от компании Samsung, который был анонсирован в декабре 2011 года и выпущен в январе 2012 года.  Он поддерживает 2 SIM-карты, имеет полную QWERTY-клавиатуру и сенсорную панель для управления операционной системой Google Android 2.3. Он является преемником модели Galaxy Y Pro GT-5510.

## Характеристики
- Операционная система: Android
- Задняя камера: 3,15 мегапикселей
- Вес: около 112,3 г
- Память: 384 МБ ОЗУ

## Смотрите также
- Galaxy Nexus
- Samsung Galaxy Y
- Samsung Galaxy Y DUOS